# Lista de herdeiros do trono escocês
Esta é uma lista de indivíduos que foram, em dado período de tempo, considerados os herdeiros do trono do Reino da Escócia (843 - 1707), em caso de abdicação ou morte do monarca incumbente. Os herdeiros (presuntivos ou aparentes) que, de fato, sucederam ao monarca escocês são representados em negrito. 
A lista inclui nobres a partir de 1124, quando o Rei David I assumiu o trono escocês e liderou uma série de reformas e anexações territoriais que levaram o reino ao seu sistema monárquico mais duradouro, o que ficou conhecido como Revolução Davidiana. Entretanto, os escoceses e estudiosos amplamente consideram Kenneth I como fundador da monarquia escocesa em 843 sob o título real de Rei dos Pictos. Ao contrário de outras monarquias então contemporâneas, as leis de sucessão escocesa não contemplavam o sistema sálico sem também garantir liberdades e direitos de sucessão às herdeiras do sexo feminino. Desde 1398, os herdeiros aparentes masculinos ostentavam o título de Duque de Rothesay, criado por decisão de Roberto III em favor do primeiro descendente masculino do monarca escocês. Tal título hoje compõe a lista de titulações ostentadas pelo herdeiro aparente do trono britânico, estando em equivalência com o título de Príncipe de Gales (amplamente utilizado em questões oficiais na Inglaterra).
Ao longo de toda a existência do Reino de Escócia como Estado monárquico independente, alguns herdeiros presuntivos e dois herdeiros aparentes não herdaram de fato o trono de seu antecessor. Em 1504, João Stuart, Duque de Albany foi colocado como herdeiro presuntivo de seu primo Jaime IV até o nascimento de um herdeiro varão ao monarca em 1507, voltando a ocupar a posição repetidas vezes até sua própria morte em 1536. Semelhantemente, Jaime Hamilton, Conde de Arran serviu como herdeiro presuntivo de seu primo Jaime V e, posteriormente, de sua prima Maria I sem nunca ter assumido o trono efetivamente. Em 1688, Jaime VII foi deposto pelo Parlamento Escocês no auge da Revolução Gloriosa e, no entanto, sua filha Maria II e seu genro Guilherme II sucederam-lhe normalmente como monarcas escoceses e reinaram até 1694 e 1702, respectivamente. Ana, Princesa da Dinamarca - também filha de Jaime VII - foi a última herdeira ao trono escocês uma vez que a Coroa da Escócia foi unida à Coroa de Inglaterra no Estado soberano único do Reino da Grã-Bretanha através dos Atos de União de 1707. Carlos I foi o mais recente monarca das Ilhas Britânicas nascido no próprio território da Escócia, tendo nascido em 1600 e reinado de 1625 a 1649.

## Herdeiros ao trono escocês
| Monarca       | Herdeiro                       | Condição            | Relação com o monarca | Período                 | Período                 |
| ------------- | ------------------------------ | ------------------- | --------------------- | ----------------------- | ----------------------- |
| David I       | Henrique, Conde de Nortúmbria  | Herdeiro aparente   | Filho                 | 23 de abril de 1124     | 12 de junho de 1152     |
| David I       | Malcolm                        | Herdeiro aparente   | Neto                  | 12 de junho de 1152     | 24 de maio de 1153      |
| Malcolm IV    | Guilherme, Conde de Nortúmbria | Herdeiro presuntivo | Irmão                 | 24 de maio de 1153      | 9 de dezembro de 1165   |
| Guilherme I   | David, Conde de Huntingdon     | Herdeiro presuntivo | Irmão                 | 9 de dezembro de 1165   | 1193                    |
| Guilherme I   | Margarida, Condessa de Kent    | Herdeira presuntiva | Filha                 | 1193                    | 24 de agosto de 1198    |
| Guilherme I   | Alexandre                      | Herdeiro aparente   | Filho                 | 24 de agosto de 1198    | 4 de dezembro de 1214   |
| Alexandre II  | Margarida, Condessa de Kent    | Herdeira presuntiva | Irmã                  | 4 de dezembro de 1214   | 4 de setembro de 1241   |
| Alexandre II  | Alexandre                      | Herdeiro aparente   | Filho                 | 4 de setembro de 1241   | 8 de julho de 1249      |
| Alexandre III | Margarida, Condessa de Kent    | Herdeira presuntiva | Tia                   | 8 de julho de 1249      | 25 de novembro de 1259  |
| Alexandre III | Isabela, Condessa de Norfolk   | Herdeira presuntiva | Tia                   | 25 de novembro de 1259  | 28 de fevereiro de 1261 |
| Alexandre III | Margarida                      | Herdeira presuntiva | Filha                 | 28 de fevereiro de 1261 | 21 de janeiro de 1264   |
| Alexandre III | Alexandre                      | Herdeiro aparente   | Filho                 | 21 de janeiro de 1264   | 28 de janeiro de 1284   |
| Alexandre III | Margarida                      | Herdeira presuntiva | Neta                  | 28 de janeiro de 1284   | 25 de novembro de 1286  |
| João          | Eduardo Balliol                | Herdeiro aparente   | Filho                 | 17 de novembro de 1292  | 10 de julho de 1296     |
| Roberto I     | Eduardo, Conde de Carrick      | Herdeiro presuntivo | Irmão                 | 27 de abril de 1315     | 14 de outubro de 1318   |
| Roberto I     | Roberto                        | Herdeiro presuntivo | Neto                  | 3 de dezembro de 1318   | 5 de março de 1324      |
| Roberto I     | David, Conde de Carrick        | Herdeiro aparente   | Filho                 | 5 de março de 1324      | 7 de junho de 1329      |
| David II      | Roberto, Grande Senescal       | Herdeiro presuntivo | Sobrinho              | 7 de junho de 1329      | 22 de fevereiro de 1371 |
| Roberto II    | João, Conde de Carrick         | Herdeiro aparente   | Filho                 | 27 de março de 1371     | 19 de abril de 1390     |
| Roberto III   | David, Duque de Rothesay       | Herdeiro aparente   | Filho                 | 19 de abril de 1390     | 26 de março de 1402     |
| Roberto III   | Jaime, Duque de Rothesay       | Herdeiro aparente   | Filho                 | 26 de março de 1402     | 4 de abril de 1406      |
| Jaime I       | Roberto, Duque de Albany       | Herdeiro presuntivo | Sobrinho              | 4 de abril de 1406      | 3 de setembro de 1420   |
| Jaime I       | Murdoch, Duque de Albany       | Herdeiro presuntivo | Primo                 | 3 de setembro de 1420   | 25 de maio de 1425      |
| Jaime I       | Walter, Conde de Atholl        | Herdeiro presuntivo | Tio                   | 25 de maio de 1425      | 16 de outubro de 1430   |
| Jaime I       | Alexandre, Duque de Rothesay   | Herdeiro aparente   | Filho                 | 16 de outubro de 1430   | 1430                    |
| Jaime I       | Jaime, Duque de Rothesay       | Herdeiro aparente   | Filho                 | 1430                    | 21 de fevereiro de 1437 |
| Jaime II      | Walter, Conde de Atholl        | Herdeiro presuntivo | Tio                   | 21 de fevereiro de 1437 | 26 de março de 1437     |
| Jaime II      | Jaime, Duque de Rothesay       | Herdeiro aparente   | Filho                 | 26 de março de 1437     | 3 de agosto de 1460     |
| Jaime III     | Alexandre, Duque de Albany     | Herdeiro presuntivo | Irmão                 | 3 de agosto de 1460     | 17 de março de 1473     |
| Jaime III     | Jaime, Duque de Rothesay       | Herdeiro aparente   | Filho                 | 17 de março de 1473     | 11 de junho de 1488     |
| Jaime IV      | Jaime, Duque de Ross           | Herdeiro presuntivo | Irmão                 | 11 de junho de 1488     | 12 de janeiro de 1504   |
| Jaime IV      | João, Duque de Albany          | Herdeiro presuntivo | Primo                 | 12 de janeiro de 1504   | 21 de fevereiro de 1507 |
| Jaime IV      | Jaime, Duque de Rothesay       | Herdeiro aparente   | Filho                 | 21 de fevereiro de 1507 | 27 de fevereiro de 1508 |
| Jaime IV      | João, Duque de Albany          | Herdeiro presuntivo | Primo                 | 27 de fevereiro de 1508 | 20 de outubro de 1509   |
| Jaime IV      | Artur, Duque de Rothesay       | Herdeiro aparente   | Filho                 | 20 de outubro de 1509   | 14 de julho de 1510     |
| Jaime IV      | João, Duque de Albany          | Herdeiro presuntivo | Primo                 | 14 de julho de 1510     | 10 de abril de 1512     |
| Jaime IV      | Jaime, Duque de Rothesay       | Herdeiro aparente   | Filho                 | 10 de abril de 1512     | 9 de setembro de 1513   |
| Jaime V       | João, Duque de Albany          | Herdeiro presuntivo | Primo                 | 9 de setembro de 1513   | 30 de abril de 1514     |
| Jaime V       | Alexandre, Duque de Ross       | Herdeiro presuntivo | Irmão                 | 30 de abril de 1514     | 18 de dezembro de 1515  |
| Jaime V       | João, Duque de Albany          | Herdeiro presuntivo | Primo                 | 18 de dezembro de 1515  | 2 de julho de 1536      |
| Jaime V       | Jaime, Conde de Arran          | Herdeiro presuntivo | Primo                 | 2 de julho de 1536      | 22 de maio de 1540      |
| Jaime V       | Jaime, Duque de Rothesay       | Herdeiro aparente   | Filho                 | 22 de maio de 1540      | 21 de abril de 1541     |
| Jaime V       | Jaime, Conde de Arran          | Herdeiro presuntivo | Primo                 | 21 de abril de 1541     | 8 de dezembro de 1542   |
| Jaime V       | Maria Stuart                   | Herdeira presuntiva | Filha                 | 8 de dezembro de 1542   | 14 de dezembro de 1542  |
| Maria I       | Jaime, Conde de Arran          | Herdeiro presuntivo | Primo                 | 14 de dezembro de 1542  | 19 de junho de 1566     |
| Maria I       | Jaime, Duque de Rothesay       | Herdeiro aparente   | Filho                 | 19 de junho de 1566     | 24 de julho de 1567     |
| Jaime VI      | Jaime, Conde de Arran          | Herdeiro presuntivo | Primo                 | 24 de julho de 1567     | 19 de fevereiro de 1594 |
| Jaime VI      | Henrique, Duque de Rothesay    | Herdeiro aparente   | Filho                 | 19 de fevereiro de 1594 | 6 de novembro de 1612   |
| Jaime VI      | Carlos, Duque de Rothesay      | Herdeiro aparente   | Filho                 | 6 de novembro de 1612   | 27 de março de 1625     |
| Carlos I      | Isabel, Eleitora Palatina      | Herdeira presuntiva | Irmã                  | 27 de março de 1625     | 29 de maio de 1630      |
| Carlos I      | Carlos, Duque de Rothesay      | Herdeiro aparente   | Filho                 | 29 de maio de 1630      | 30 de janeiro de 1649   |
| Carlos II     | Jaime, Duque de Albany         | Herdeiro presuntivo | Irmão                 | 30 de janeiro de 1649   | 6 de fevereiro de 1685  |
| Jaime VII     | Maria, Princesa de Orange      | Herdeira presuntiva | Filha                 | 6 de fevereiro de 1685  | 10 de junho de 1688     |
| Jaime VII     | Jaime, Duque de Rothesay       | Herdeiro aparente   | Filho                 | 10 de junho de 1688     | 11 de abril de 1689     |
| Maria II      | Guilherme de Orange            | Herdeiro designado  | Cônjuge               | 11 de maio de 1689      | 28 de dezembro de 1694  |
| Guilherme II  | Ana da Dinamarca               | Herdeira aparente   | Prima                 | 28 de dezembro de 1694  | 8 de março de 1702      |